# چرخش زمان
چرخش زمان (انگلیسی: Swing Time) فیلمی در ژانر موزیکال و کمدی به کارگردانی جرج استیونز است که در سال ۱۹۳۶ منتشر شد.
این فیلم در (بازبینی ۲۰۰۷) صد فیلم برتر ۱۰۰ سال تاریخ سینمای آمریکا از دید بنیاد فیلم آمریکا در رده ۹۰ این فهرست قرار دارد.
بفا هر ده سال یکبار این فهرست را بروز کرده و فیلم‌های جدید را در آن جای می‌دهد. فهرست ۲۰۰۷ دهمین ویرایش از این انتخاب است و آخرین بروزرسانی‌ها بر روی آن انجام شده است.

## بازیگران
- فرد آستر
- جینجر راجرز
- ویکتور مور
- اریک بلور
- هلن برودریک
- هاوارد هیکمن
- توماس ای. کارن
- هری برنارد
- فرن اِمِت